# Florence Newman Trefethen
Florence Marion Newman Trefethen (1921–2012) fue una decodificadora, historiadora de investigación de operaciones, poeta, y académica británica.

## Primeros años y educación
Florence Marion Newman nació en 1921, en Filadelfia. Se graduó cono honores en la Bryn Mawr College, en 1943.
Se alistó como oficial naval durante la Segunda Guerra Mundial, y trabajo como decodificadora en la WAVES, la rama femenina de la Reserva Naval estadounidense. Fue parte del proyecto Magic, cuyo cuyo descifrado de las comunicaciones japonesas condujo a la emboscada y muerte del almirante japonés Isoroku Yamamoto. Durante su servicio, conoció al marinero mercante y posterior ingeniero mecánico Lloyd M. Trefethen; contrajeron matrimonio en 1944.
Después de la guerra, ingresó Girton College, Cambridge, con la Beca Hancock Bye. En 1946, obtuvo una maestría de letras..

## Carrera y últimos años
Trefethen trabajó durante muchos años como profesora de inglés en la Universidad Tufts, y ejerció por 18 años como editora ejecutiva para el Consejo de Estudios de Extremo Oriente en la Universidad de Harvard.
Ella y su marido tuvieron dos hijos, Gwyned Trefethen en 1953 y Lloyd N. Trefethen en 1955. Falleció el 1 de marzo de 2012.

## Obras
Con Joseph F. McCloskey, Trefethen editó el libro Operations Researchs for Management (Johns Hopkins University Press, 1954).Ella escribió el primer capítulo del libro, que consistía en la historia de los primeros años de la investigación de operaciones.
También fue autora de  Writing a Poem (The Writer, 1970), que abordaba el proceso de escribir poesía.